# Васильев, Михаил Андреевич
Михаил Андреевич Васильев (р. 07.10.1952) — российский учёный в области квантовой теории поля и теории фундаментальных взаимодействий, доктор физико-математических наук, награждён золотой медалью имени И. Е. Тамма РАН.
Выпускник физфака МГУ 1975 года.
Место работы — ФГБУН Физический институт им. П. Н. Лебедева РАН (Москва), главный научный сотрудник, заведующий сектором Лаборатории квантовой теории поля.
Член редколлегии журналов «УФН» и «ЭЧАЯ», член Ученого Совета ФИАН, член Диссертационного ученого совета ФИАН, председатель экспертного совета РФФИ по теоретической физике.
Автор более 140 научных работ. Список публикаций — на сайте http://www.mathnet.ru/rus/person20588
Доктор физико-математических наук (Васильев, Михаил Андреевич. Калибровочные теории высших спинов : диссертация ... доктора физико-математических наук : 01.04.02. - Москва, 1992. - 229 с.)
Награждён золотой медалью имени И. Е. Тамма РАН.
Избран членом-корреспондентом РАН 29 мая 2025 года. 